# 소노다역
소노다역(일본어: 園田駅, そのだえき)은 일본 효고현 아마가사키시에 있는 한큐 전철 고베 본선의 역이다. 역 번호는 HK-05이다.
효고 현 내에서 가장 동쪽에 위치하는 철도역이다.

## 역사
- 시기 불명(1930년 이후): 소노다 경마장 개설에 따라 연 2회 경마 개최일에 맞추어, 현 소노다 역과 거의 같은 장소에 임시역을 설치함.
- 1936년 10월 20일: 한신 급행 전철(현, 한큐 전철)의 간자키가와 ~ 쓰카구치 역 사이에 신설 개통. 개업 시에는 전원 지대 안에 역이 존재했지만 처음부터 2면 4선의 배선이었음.
- 1979년 7월 1일: 고가 화가 완성[1].
- 1980년 4월 5일: 고가 역사 사용 개시. 소노다 한큐 플라자 영업 개시.
- 2013년 12월 21일: 역 번호(HK-05) 도입.
- 2014년: 승강장 표면의 재포장 및 높이 증축 공사 개시.

## 역 구조
각 방향별 열차의 대피가 가능한 섬식 승강장 2면 4선의 구조로, 상행 대피선 외측에 있는 단선 승강장 1면을 포함하여 3면 4선의 고가역이다. 보통 섬식 승강장만을 사용하고 있으며 1개의 단선
승강장은 주로 소노다 경마 개최 때 등에 사용된 하차 전용 "임시 승강장"으로 알려졌다(번호는 배정되지 않았다).
우메다 방향의 본선에는 건늠선이 설치되어 본 역에서 산노미야 방면으로의 회차 열차는 상행 본선에서 입환하고 하행선 승강장으로 전환된다. 또, 그 앞의 본선 남쪽에는 유치선이 있지만 레일이 녹슬어 있어 오랫동안 사용되지 않았다고 본다. 과거에는 몇개의 유치선이 있었다.
개찰구와 대합실은 2층, 승강장은 3층에 있어 개찰구는 2층에 1개소 뿐이다. 엘리베이터와 상행 전용의 에스컬레이터가 각 방면 승강장마다 1대씩 설치되어 있지만, 엘리베이터는 이용에 제한이 있다.

### 승강장
| 번호 | 노선        | 방향 | 행선                                                                           |
| ---- | ----------- | ---- | ------------------------------------------------------------------------------ |
| 1・2 | ■ 고베 본선 | 하행 | 고베 (산노미야)・신카이치・니시노미야키타구치・다카라즈카・이마즈・이타미 방면 |
| 3・4 | ■ 고베 본선 | 상행 | 오사카 (우메다)・주소・교토・기타센리・이케다・미노오 방면                     |

- 안쪽 2선(2,3번 선)이 주로 본선, 외측 2선(1,4번 선)이 대피선으로, 평일과 휴일이 함께 대부분의 열차는 주로 본선의 2,3번 선에 입선한다. 대피선의 1,4번 선은 평일 러시아워(특히 아침)에 우등 열차의 통과 대기를 하는 열차만이 사용한다.

- 4번 선의 반대편에는 단식의 임시 하차 플랫폼이 설치되어 있으며(철로는 4번 선과 공유) 과거에는 소노다 경마 개최 시에 하차용 승강장으로 사용되었지만 1999년 이후에는 사용되지 않아 승강장으로 올라가는 계단 앞에 대합실이 설치되었기 때문에 실질적으로 중단된 상태이다(화단이 정비되어 역무원이 잘 손질하고 있다).

- 또한, 1번 선은 양방향으로 출발 신호기가 있으며, 우메다 방면으로 회차 운전도 가능하다. 다만, 정기 운행에서는 산노미야 방면을 포함한 본 역에서 회차 열차는 설정되지 않았다.

## 역 주변

### 소노다 한큐 플라자
- KOHYO 소노다 플라자점
- 맥도널드
- 마쓰야
- 마쓰모토기요시
- 지도리 만쥬
- 도요스
- 미스터도넛
- 한큐 메밀 국수
- 미쓰
- 맥 하우스
- 도쿄 구두 유통 센터

### 그 외
- 소노다 경마장 - 레이스 개최 날짜와 마권 장외의 발매일에는 역전(북문 쪽)에서 셔틀 버스가 운행되며 관람객들로 붐빈다.
- 아마가사키 시 소노다 지구 회관
- 아마가사키 시립 도서관 출장소
- 아마가사키 시 소방국 기타 소방서 소노다 분소
- 아마가사키 소노다 우체국
- 아마가사키 히가시소노다하치 우체국
- 세인트 토마스 대학
- 유리가쿠인 중학교·고등 학교
- 아마가사키 시립 소노다히가시 중학교
- 아마가사키 시립 소노다 초등학교 - 소노다 역에 가까운 것으로부터, 광고의 약어 지도 등에서는 "소노다 초등학교"로 잘못 표기할 수 있다. 전술한대로, 실제의 소노다 초등학교는 본 역에서 북서쪽으로 약 2km 떨어진 곳에 있다.
- 미쓰이스미토모 은행 소노다 지점 - 구, 고베 은행 점포로 당초에는 역 북쪽에 있었다. 역 고가화와 동시에 소노다 한큐 플라자 내에 들어 다이요 고베 은행 → 다이요 고베 미쓰이 은행 → 사쿠라 은행 → 현행 이름으로 된 후, 2012년 9월에 역 이남으로 이전했다.
- TSUTAYA
- 북오프
- 이온 아마가사키점 - 남쪽으로 도보 20분, 한신 버스 24계통 "고조노" 정류소 하차.
- 코스트코 아마가사키 창고점 - 이온 아마가사키점에 인접.
- 다노 유적 - 한신 버스 20계통 "다노" 정류소 하차.
- 모 강 - 이 역의 서쪽을 남북으로 흐르고 있다.
- 이나 강 - 이 역의 동쪽을 남북으로 흐르고 있다.

## 사진

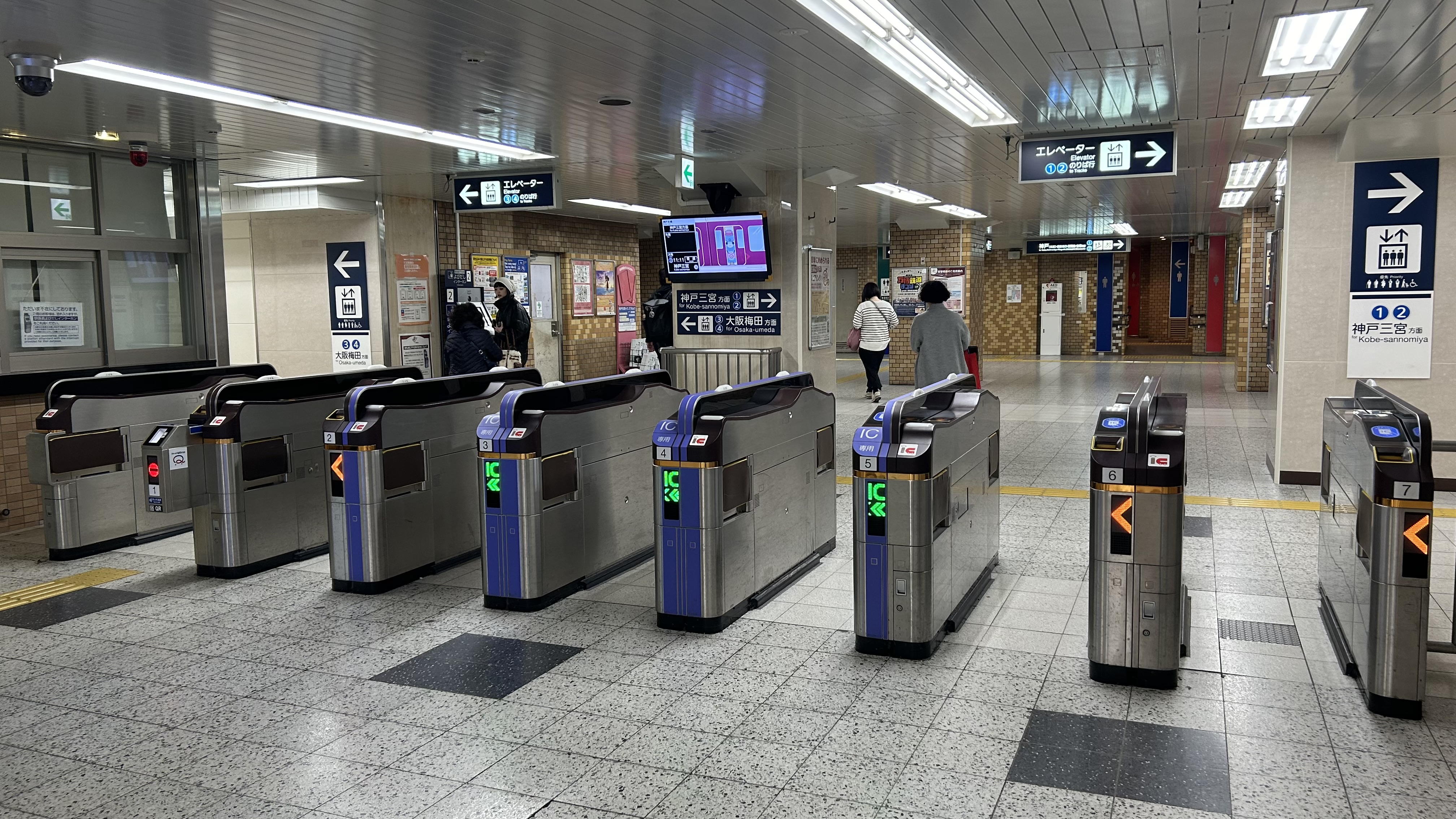
개찰구

## 인접역
| 한큐 전철 ■ 고베 본선        | 한큐 전철 ■ 고베 본선 | 한큐 전철 ■ 고베 본선             |
| ---------------------------- | --------------------- | --------------------------------- |
| HK-04 간자키가와 우메다 방면 | ■ 보통                | 쓰카구치 HK-06 고베 산노미야 방면 |